# Tom Huddlestone
Thomas Andrew Huddlestone (Nottingham, 28 de dezembro de 1986) é um ex-futebolista inglês que atua como volante. Atualmente é preparador físico no Birmingham City.

## Carreira
Formado nas categorias de base do Derby County, foi promovido aos profissionais em 2002 e permaneceu no clube até 2005. Depois foi para o Tottenham, onde atuou por seis temporadas e disputou mais de 200 partidas. Emprestado ao Wolverhampton na temporada 2005–06, o volante atuou em 13 jogos e marcou um gol.
No início da temporada 2013–14, após perder espaço nos Spurs, transferiu-se para o Hull City, que pagou 5,25 milhões de libras para contar com o volante. Pelos Tigres, Huddlestone disputou 161 jogos oficiais e marcou oito gols. Voltou ao Derby County em 2017, atuando em 90 partidas na sua segunda passagem pelos Rams, que durou até 2020. No mesmo ano voltaria a vestir a camisa do Hull City, onde entrou em campo 12 vezes (11 pela EFL Championship e uma pela Copa da Inglaterra).
Em agosto de 2022, Huddlestone foi anunciado pelo Manchester United. Inscrito com a camisa 35, o volante acumulou as funções de jogador e preparador físico do time Sub-21, onde atuou em 5 partidas (todas pelo EFL Trophy). Após não ter seu contrato renovado, o volante anunciou sua aposentadoria em julho de 2024, sendo anunciado horas depois como preparador físico do Wigan Athletic.
Em setembro de 2024, passou a integrar a comissão técnica do Birmingham City, novamente como preparador físico.

### Seleção Nacional
Pela Inglaterra Sub-21, foi convocado para o Campeonato Europeu Sub-21 de 2007. Já pela Seleção Inglesa principal, atuou em apenas quatro partidas entre 2009 e 2012.

## Títulos
Tottenham
- Copa da Liga Inglesa: 2007–08